# Esternberg
Esternberg är en ort och kommun i Österrike. Den ligger i distriktet Schärding i förbundslandet Oberösterreich, 210 kilometer väster om huvudstaden Wien. Kommunen gränsar i norr till floden Donau som här utgör gräns mot Bayern i Tyskland.
Kommunen består av 23 orter (Ortschaften) (inom parentes invånarantal 1 januari 2024):

- Achleiten (170)
- Aug (46)
- Dietzendorf (140)
- Esternberg (661)
- Gersdorf (24)
- Hütt (108)
- Kiesling (142)
- Kösslarn (46)
- Lanzendorf (29)
- Pfarrhof (179)
- Pyrawang (130)
- Reisdorf (61)
- Riedlbach (89)
- Ringlholz (35)
- Schacher (29)
- Schörgeneck (326)
- Silbering (93)
- Unteresternberg (117)
- Urschendorf (91)
- Weeg (74)
- Wetzendorf (90)
- Winterhof (46)
- Zeilberg (129)